# ستاینده مخفی (ترانه)
«ستاینده مخفی» (Secret Admirer) تک‌آهنگی از پیت‌بول، است که در سال ۲۰۰۷ میلادی منتشر شد.